# Lekë Dukagjini
Lekë III Dukagjini (1410-1481), surtout connu sous le nom de Lekë Dukagjini, est un membre de la famille puissante des Dukagjini du nord de l’Albanie, actuel Kosovo. Il fait partie de la noblesse albanaise du XVe siècle. Dukagjini, contemporain de Gjergj Kastriot Skanderbeg, est connu pour la Kanuni i Lekë Dukagjinit (Kanun en français) un code de droit institué parmi les tribus du Nord de l'Albanie.

## Biographie
Son prénom Lekë est un diminutif d'Alexandre. Le lieu de naissance de Lekë Dukagjini est à Ulpianë où il passe une période de son enfance. Jusqu'à 1444, il est pronoier de Koja Zaharia (en). Il succède à son père, le prince Pal II Dukagjini (à ne pas confondre avec leur parent Pal Dukagjini (en)), à la tête du fief familial en 1446, à la mort de celui-ci d'une apoplexie.  
À partir de 1464, grâce à la médiation de l'archevêque de Durrës Pal Engjëlli, Dukagjini combat sous le commandement de Gjergj Kastriot Skanderbeg contre les Ottomans au cours des deux dernières années de la guerre de Skanderbeg. Même s'ils se battent ensemble, les deux hommes se sont déjà retrouvé de chaque côté du champ de bataille, les alliances albanaises se faisant et se défaisant beaucoup au cours de cette période.
Lekë Dukagjini tue Lekë Zaharia Altisferi, le prince de Dagnum, lors d'une embuscade. Les deux princes sont opposés pour savoir qui a le droit d'épouser Irene Dushmani, l'unique enfant de Lekë Dushmani, prince de Zadrima (en). En 1445, les deux princes sont invités au mariage de la sœur cadette de Skanderbeg, Mamica Kastrioti, qui se marie à Muzaka Thopia. À peine Irene Dushmani apparaît au cours du mariage, les hostilités commencent. Dukagjini demande à Irene de l'épouser, mais Zaharia, ivre et jaloux, agresse Dukagjini. Certains princes essayent d'arrêter le combat, mais finalement cela ne fait qu'ajouter plus de personnes dans le conflit faisant plusieurs morts avant que la paix ne soit rétablie,. Aucun des deux princes en opposition n'a subi de dommage physique, mais après l'événement Dukagjini se sent humilié moralement. Deux ans plus tard, en 1447, dans un acte de vengeance, Dukagjini tue Zaharia.
La mort de Zaharia laisse sa principauté sans successeur, forçant sa mère à remettre la forteresse à l'Albanie,,. Au cours de cette même année, Skanderbeg essaye sans succès de capturer Dagnum mais la tentative débouche sur la guerre albano-vénitienne de 1447-1448. En mars 1451 Lekë Dukagjini et Božidar Dushmani prévoient d'attaquer Drivast, alors contrôlée par les Vénitiens, mais leur complot est découvert et Božidar est contraint de fuir en exil.
En 1459 les forces de Skanderbeg capturent la forteresse de Sati de l'Empire ottoman et Skanderbeg décide de la céder à Venise en vue de garantir une relation cordiale avec la Signoria. Juste après, il envoie ses troupes en Italie pour aider le roi Ferdinand pour retrouver et maintenir son royaume après la mort du roi Alphonse V d'Aragon,. Avant que les Vénitiens ne parviennent à prendre le contrôle de Sati, Skanderbeg les prend de vitesse et sécurise les environs. Il force ainsi Lekë Dukagjini et ses forces à fuir.
Dukagjini continue à se battre avec un succès limité contre l'Empire ottoman, étant nommé chef de la résistance albanaise après la mort de Skanderbeg, jusqu'à 1479. À certains moments, ses forces s'allient même avec les Vénitiens avec la bénédiction du pape.
Les victoires militaire de Dukagjini contre les Ottomans n'ont réellement jamais été de très grands succès. De plus, il ne parvint jamais à unir ni son pays, ni le peuple albanais, au contraire de Skanderbeg. Les loyautés sont alors fragiles, les trahisons étaient choses communes, et l'Albanie tombe sous la soumission complète des Ottomans à la fin du XVe siècle.

## Héritage
Même si sa vie est grandement occultée par la légende de Skanderbeg, Dukagjini est connu par la mise en place des lois qui régissent les hauts plateaux du nord de l'Albanie, et que l'on connait sous le nom de Kanuni i Lekë Dukagjinit (le code de Lekë Dukagjini). Bien que les spécialistes de l'histoire et des coutumes de l'Albanie se réfèrent généralement au texte de Shtjefën Gjeçovi (en) comme étant la seule version existante du Kanuni non contestée et écrite par Lekë Dukagjini, c'est en réalité incorrect. En effet, le texte du Kanuni, souvent contesté et qui connaît de nombreuses interprétations différentes qui ont évolué de façon significative depuis le XVe siècle, a seulement été nommé d'après le nom de Dukagjini. Alors que Skanderbeg est souvent désigné comme le prince de dragon qui a osé lutter contre tous les ennemis, les chroniques dépeignent Dukagjini comme le prince des anges qui, avec dignité et sagesse, a assuré la continuité de l'identité albanaise.
L'ensemble des lois est actif dans la pratique depuis longtemps, mais leur codification ne date que de la fin du XIXe siècle par Shtjefën Gjeçovi,. Les lois les plus contestées du Kanun sont celles qui régissent les vendettas. Celles-ci, après avoir été interdites pendant de nombreuses années sous le régime d'Enver Hoxha, et contenues par la fermeture des frontières, ont recommencé, après la chute du communisme au début des années 1990, dans le nord de l'Albanie (et se sont par la suite propagées à d'autres parties de l'Albanie et même chez les expatriés).